# Alvensleben (Adelsgeschlecht)

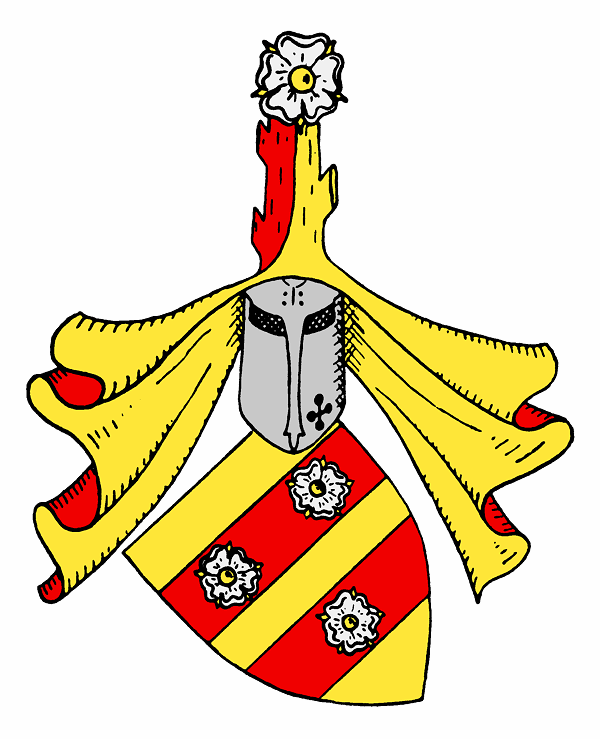
Wappen derer von Alvensleben

Alvensleben ist der Name eines niederdeutschen Adelsgeschlechtes, dessen ältester bekannter Vertreter Wichard 1163, 1175, 1185 und 1187 als Ministerialer des Bistums Halberstadt in den Urkunden erscheint und sich spätestens seit 1175 nach der bischöflich-halberstädtischen Burg Alvensleben (heute Veltheimsburg) bei Haldensleben benannte, so dass anzunehmen ist, dass er dort als Burgvogt eingesetzt war.

## Geschichte

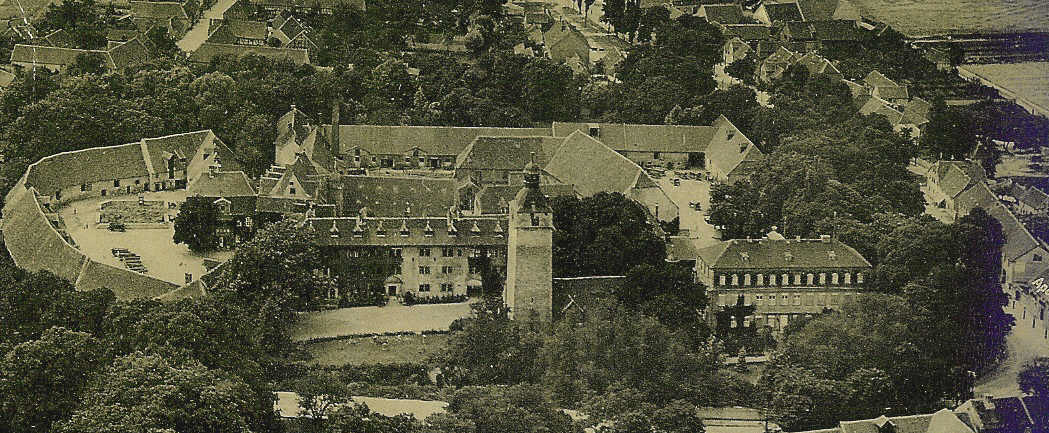
Schloss Erxleben um 1935

Die gesicherte Stammreihe des Geschlechtes beginnt mit Gebhard von Alvensleben, urkundlich 1190–1216, der vermutlich Wichards Sohn war. Er erscheint 1195 als Stadtpräfekt von Halberstadt und ab 1202 bis 1216 als Truchsess des Bischofs von Halberstadt, ein in der Familie erbliches Amt. Durch den Erwerb der Burg Erxleben um 1270/1282 und der Burg Kalbe um 1324 sowie der zeitweisen Besitzung der Burg Calvörde um 1396 stieg die Familie in den schlossgesessenen Adel der Mark Brandenburg auf.
Friedrich von Alvensleben (um 1265 bis 1313) war der letzte Ordensmeister des Templerordens in Alemannien und Slawien. Seine beiden älteren Brüder Gebhard IV. (urk. 1299) und Albrecht I. (urk. 1304–1334) waren die Stammväter der Weißen bzw. Schwarzen Linie. Eine weitere, die rote Linie, stirbt 1553 aus. Die schwarze erfuhr die größte Ausdehnung und teilte sich in zahlreiche Zweige. Ihr Lehens- und Pfandbesitz lag nicht nur im Bistum Halberstadt, sondern auch im Erzbistum Magdeburg, in der Mark Brandenburg und im Herzogtum Braunschweig. Mit Busso VIII. († 1493) und Busso X. (1468–1548) stellte die Familie zwei Bischöfe von Havelberg. Gebhard XIV., Herr auf Gardelegen und Landeshauptmann der Altmark (erwähnt 1393–1425), gehörte zur Adelsopposition gegen den neuen brandenburgischen Markgrafen Friedrich VI. von Hohenzollern.
Die von Alvensleben gehörten im 14. und 15. Jahrhundert, zusammen mit den Bartensleben, Bismarck, Jagow, von dem Knesebeck, Platen, Schenck (von Flechtingen und Dönstedt) sowie von der Schulenburg zu den acht schlossgesessenen Geschlechtern der Altmark, die unmittelbar dem Landeshauptmann unterstanden. Die Familie stellte zahlreiche Amts- und Landeshauptmänner in der Altmark sowie eine Reihe von Generälen, Ministern, Diplomaten, Domherren und auch einige Künstler und Wissenschaftler.
Die Familie besaß seit etwa 1200 bis zum Erlöschen der Truchsesslinie 1369 das Amt eines Erbtruchsessen des Bistums bzw. ab 1648 Fürstentums Halberstadt. Am 16. Oktober 1840 erneuerte König Friedrich Wilhelm IV. von Preußen dieses Amt und verlieh es an Graf Albrecht von Alvensleben (1794–1858) – gebunden an den Besitz von Erxleben II. Außerdem hatte die Familie von 1854 bis 1918 das Präsentationsrecht zum Preußischen Herrenhaus. Johann Ernst von Alvensleben-Erxleben II wurde 1798 in den Grafenstand erhoben und der preußische Premierminister Philipp Karl von Alvensleben im Jahre 1800; der Sohn des Ersteren, Albrecht, starb 1858 kinderlos, Letzterer hatte keine weiteren Nachkommen. Mit Ferdinand von Alvensleben wurde ab 1840 auch der jeweilige Fideikommissherr auf Schloss Erxleben I und Eimersleben in den primogenen preußischen Grafenstand erhoben, mit Albrecht von Alvensleben-Schönborn 1888 auch die Erbenlinie auf Erxleben II und Ostrometzko sowie mit Werner von Alvensleben 1901 der Zweig auf Schloss Neugattersleben.

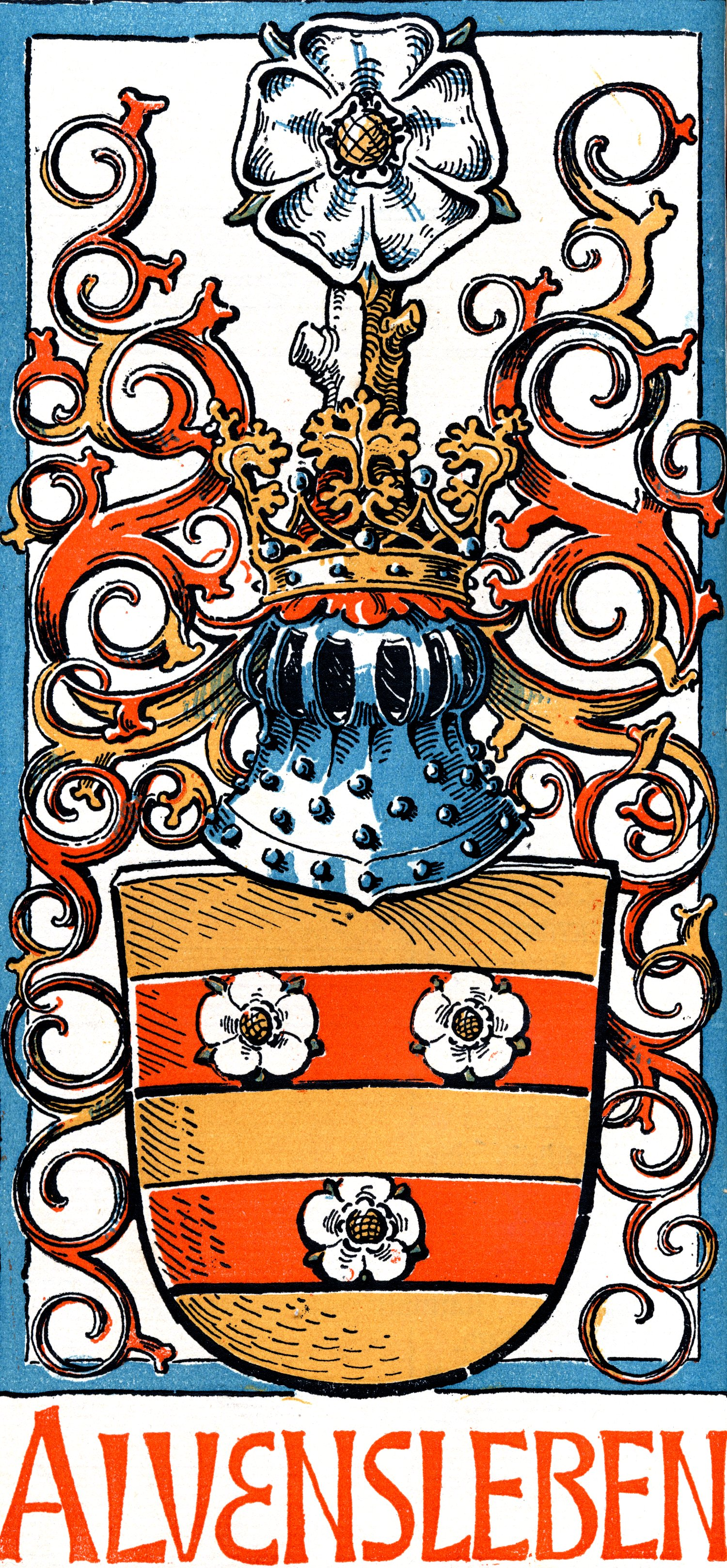
Wappengrafik von Otto Hupp im Münchener Kalender von 1905

## Wappen und Erbstücke
Blasonierung des Stammwappens: „In Gold zwei rote Balken, der obere belegt mit zwei, der untere mit einer silbernen Rose. Auf dem Helm mit rot-goldenen Decken ein daraus wachsender, von Rot und Gold gespaltener, rechts zweimal und links einmal geasteter und oben mit einer silberne Rose besteckter Aststumpf.“
Zu den Reliquien der Familie gehören ein Goldreif, von dem der Sage nach Fortbestehen und Glück des Geschlechts abhingen, und der bis in das 15. Jahrhundert zurückzuverfolgen ist, aufbewahrt in einem romanischen Täufer-Johannes-Kopf aus Gold; ferner ein gotischer Kelch, der der Überlieferung nach mit einem Teil eben dieses Ringes vergoldet war. Beide Stücke, die in Erxleben II (Reif) und Erxleben I (Kelch) aufbewahrt wurden, konnten 1945 gerettet werden; den Ring nahm das Domkapitel zu Paderborn in Verwahrung. Heute sind beide Stücke Bestandteile des Domschatzes zu Halberstadt.

## Persönlichkeiten

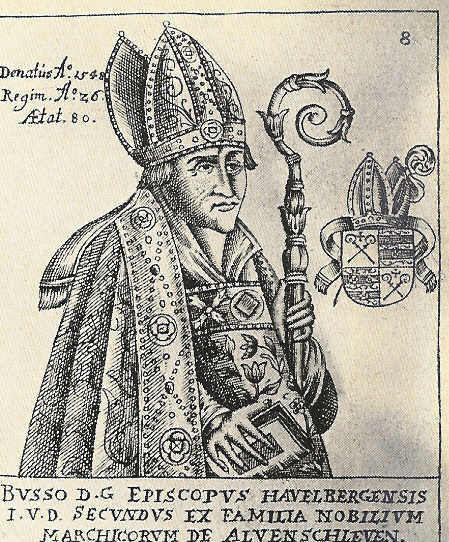
Busso X. von Alvensleben (1468–1548), Bischof von Havelberg

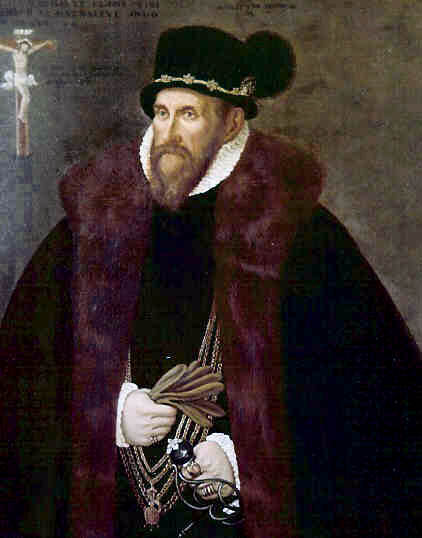
Joachim I. von Alvensleben (1514–1588), Gelehrter, Reformator und Diplomat

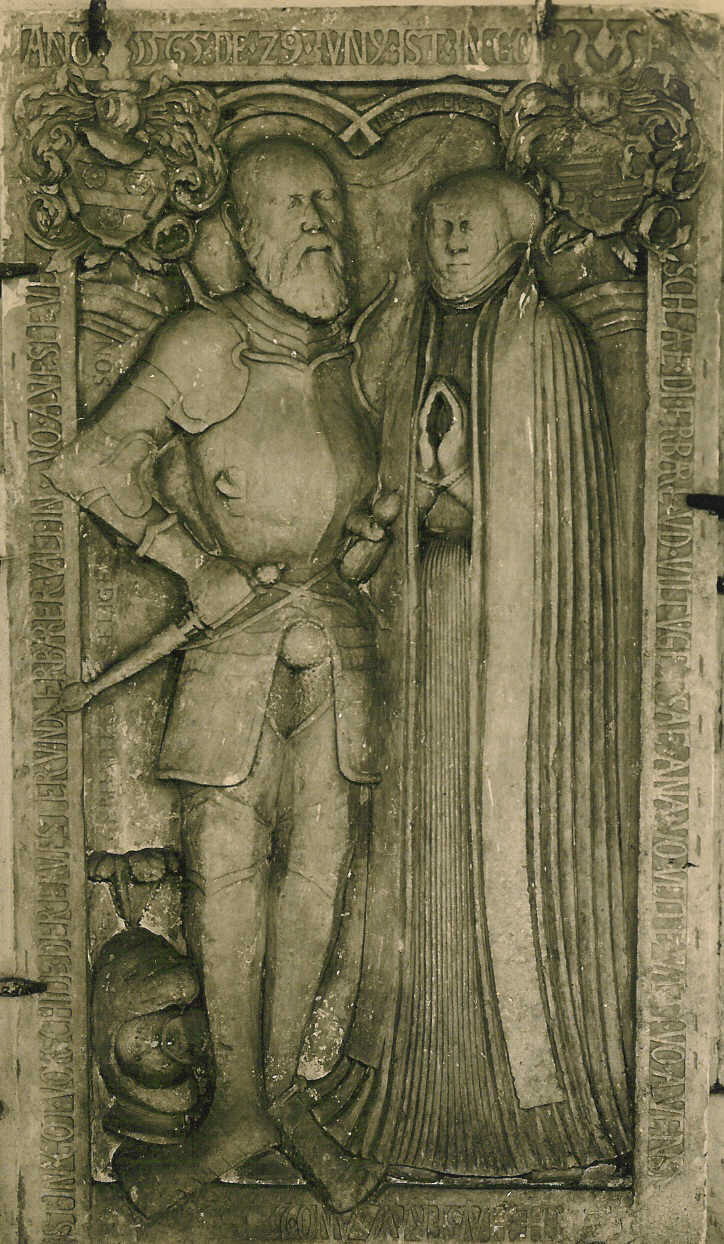
Valentin von Alvensleben (1529–1594), Herr auf Gardelegen und Erxleben, und Anna von Veltheim in der Nikolaikirche in Gardelegen

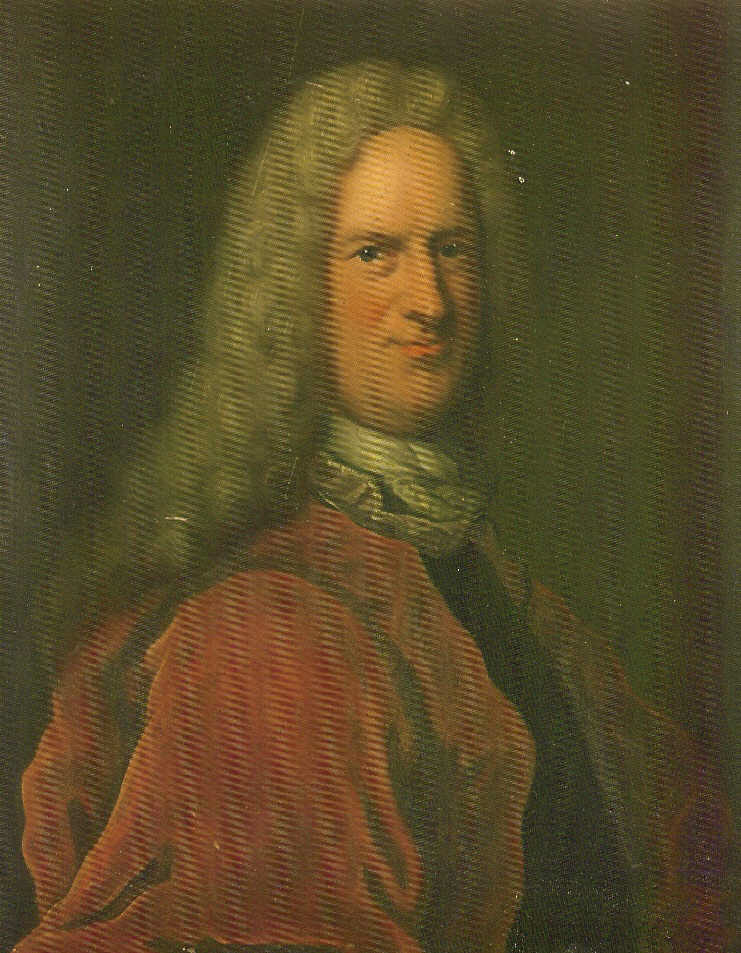
Johann Friedrich II. von Alvensleben (1657–1728), hannoverscher Minister, Erbauer von Schloss Hundisburg

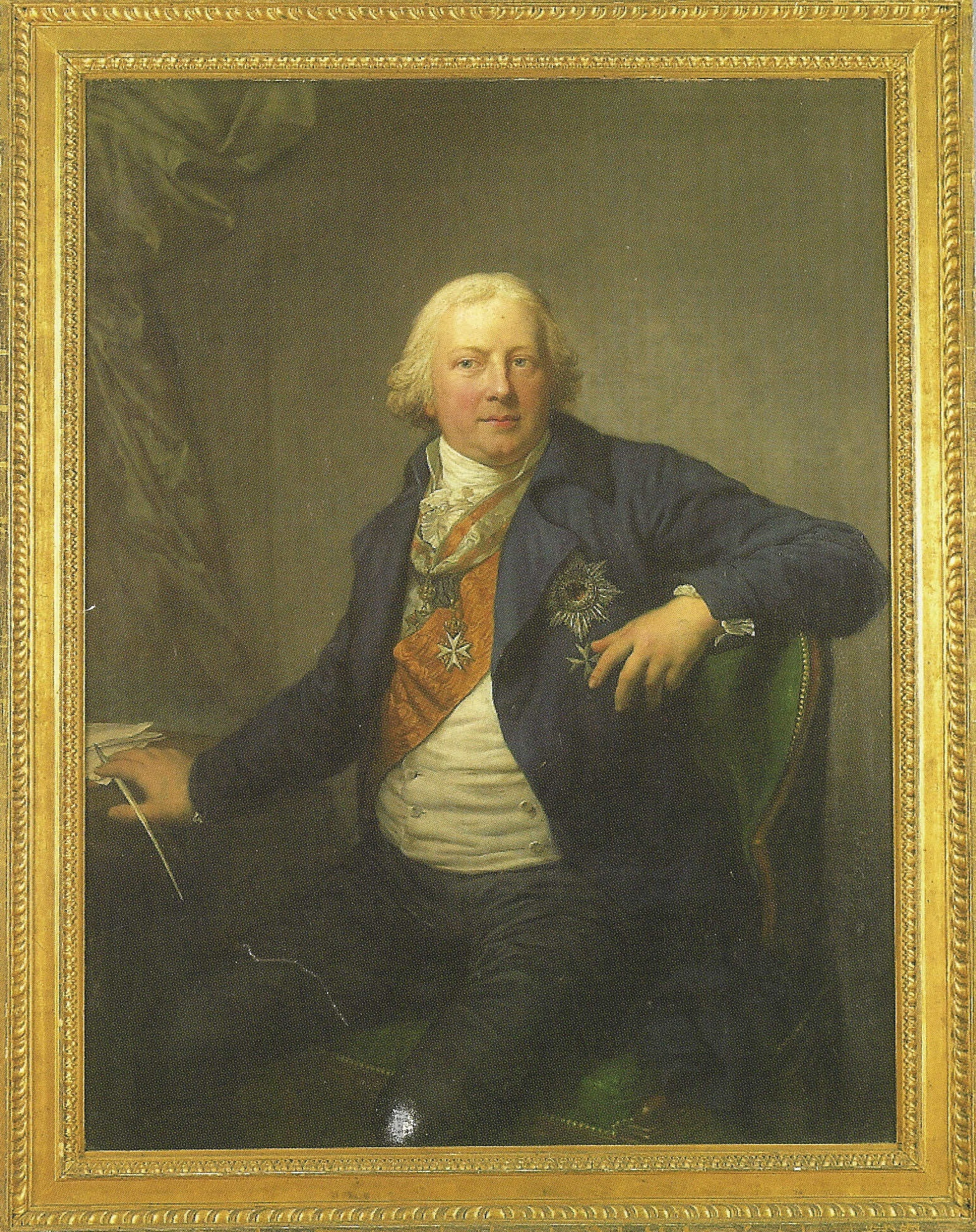
Philipp Karl Graf von Alvensleben (1745–1802), preußischer Premierminister

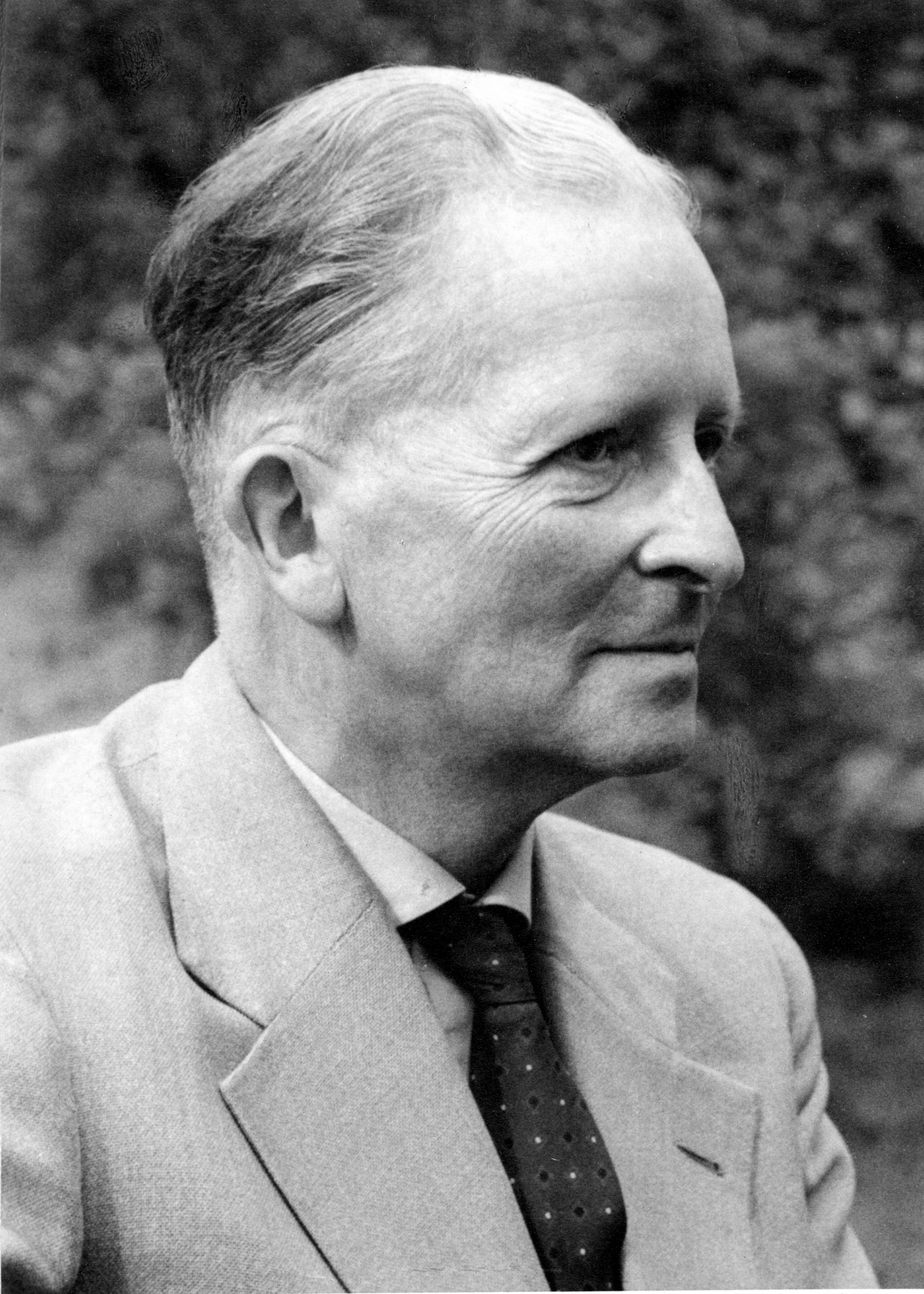
Udo von Alvensleben (1897–1962), Kunsthistoriker

- Achaz Heinrich von Alvensleben (1716–1777), preußischer General
- Albrecht Graf von Alvensleben (1794–1858), preußischer Finanzminister
- Albrecht Graf von Alvensleben-Schönborn (1848–1928), Mitglied des preußischen Herrenhauses
- Alkmar II. von Alvensleben (1841–1898), preußischer Generalleutnant und Kommandant von Breslau
- Alkmar von Alvensleben (1874–1946), deutscher Arzt
- Andreas von Alvensleben († 1565), Pfandherr auf Burg Calvörde, Mitherr auf Kalbe, Eichenbarleben und Randau
- Armgard von Alvensleben (1893–1970), Äbtissin des Klosters Stift zum Heiligengrabe und Hauptgeschäftsführerin der Deutschen Evangelischen Bahnhofsmission
- Berthold I. von Alvensleben († 1130), Bischof von Hildesheim
- Bodo Graf von Alvensleben (1882–1961), bis 1945 Gutsbesitzer auf Neugattersleben, Präsident des Deutschen Herrenklubs
- Botho von Alvensleben, († 1506), Stadthauptmann von Lübeck
- Busso V. von Alvensleben (erwähnt 1393–1432), deutscher Herrenmeister des Johanniterordens
- Busso VII. von Alvensleben (erwähnt 1441–1495), deutscher Burgherr, Obermarschall und Landeshauptmann
- Busso VIII. von Alvensleben († 1493), deutscher Geistlicher, Bischof von Havelberg
- Busso X. von Alvensleben (1468–1548), deutscher Geistlicher, Bischof von Havelberg
- Busso XVI. von Alvensleben (1792–1879), sachsen-coburgischer General und Hofmarschall
- Busso von Alvensleben (General) (1928–2009), deutscher Brigadegeneral
- Busso von Alvensleben (Diplomat) (* 1949), deutscher Diplomat
- Carl August von Alvensleben (1661–1697), deutscher Hofrat und Domherr in Magdeburg
- Christian von Alvensleben (* 1941), deutscher Fotograf
- Constantin von Alvensleben (1809–1892), preußischer General
- Eduard von Alvensleben (1787–1876), Landrat
- Friederike von Alvensleben, geb. von Klinglin (1749–1799), Schauspielerin
- Friedrich von Alvensleben (Templer) (* um 1265; † um 1313), letzter Meister des Templerordens in Alemannien und Slawien
- Friedrich von Alvensleben (General) (1837–1894), preußischer Generalleutnant
- Friedrich Joachim von Alvensleben (1833–1912), deutscher Landrat
- Friedrich Johann von Alvensleben (1836–1913), deutscher Diplomat
- Ferdinand Graf von Alvensleben (1803–1889), Gutsbesitzer auf Erxleben I und Eimersleben, seit 1840 Graf, Mitglied des preußischen Herrenhauses
- Gebhard XIV. von Alvensleben (erwähnt 1393–1425), deutscher Burgherr und Landeshauptmann
- Gebhard XVII. von Alvensleben († 1541), deutscher Landeshauptmann und Amtshauptmann
- Gebhard XXIII. von Alvensleben (1584–1627), deutscher Amtshauptmann
- Gebhard XXV. von Alvensleben (1618–1681), deutscher Historiker
- Gebhard XXVIII. von Alvensleben (1734–1801), deutscher Politiker und Gutsbesitzer
- Gebhard Hermann Werner von Alvensleben (1847–1906), General
- Gebhard Johann I. von Alvensleben (1576–1631), deutscher Gutsherr und Astronom
- Gebhard Johann Achaz von Alvensleben (1764–1840), deutscher Gutsbesitzer
- Gebhard Karl Ludolf von Alvensleben (1798–1867), preußischer General
- Gebhard Nikolaus von Alvensleben (1824–1909), preußischer Oberforstmeister
- Gustav von Alvensleben (1803–1881), preußischer General
- Gustav Hermann von Alvensleben (1827–1905), preußischer General
- Gustav Konstantin von Alvensleben (1879–1965), Unternehmer in Vancouver, Kanada
- Hermann von Alvensleben (1809–1887), preußischer General
- Joachim I. von Alvensleben (1514–1588), Gelehrter, Reformator und Diplomat
- Johann Ernst von Alvensleben (1758–1827), deutscher Staatsmann
- Johann Friedrich II. von Alvensleben (1657–1728), deutscher Politiker und Diplomat
- Johann Friedrich von Alvensleben (Regierungspräsident) (1712–1783), deutscher Beamter
- Johann Friedrich VII. von Alvensleben (1747–1829), deutscher Gutsbesitzer und Landrat
- Johann Friedrich Karl von Alvensleben (1714–1795), deutsch-britischer Politiker
- Johann Friedrich Karl II. von Alvensleben (1778–1831), deutscher General
- Johann Ludwig Gebhard von Alvensleben (1816–1895), deutscher Gutsherr und Musiker
- Karl Johann von Alvensleben (1807–1877), deutscher Generalmajor
- Kuno von Alvensleben (1588–1638), Domherr zu Magdeburg
- Ludolf X. von Alvensleben (1511–1596), deutscher Staatsmann
- Ludolf von Alvensleben (Generalmajor) (1844–1912), deutscher General
- Ludolf August Friedrich von Alvensleben (1743–1822), deutscher Generalmajor und Festungskommandant
- Ludolf Jakob von Alvensleben (1899–1953), deutscher SS- und Polizeiführer
- Ludolf-Hermann von Alvensleben (1901–1970), deutscher Politiker (NSDAP) und SS-Gruppenführer
- Ludolf Udo von Alvensleben (1852–1923), deutscher Gutsbesitzer und Politiker
- Ludwig von Alvensleben (Schriftsteller) (1800–1868), deutscher Schriftsteller
- Ludwig von Alvensleben (Gutsbesitzer) (1805–1869), deutscher Gutsbesitzer, Unternehmer und Politiker
- Ludwig Karl Alexander von Alvensleben (1778–1842), deutscher Offizier
- Margarethe von Alvensleben (1840–1899), Äbtissin des Klosters Stift zum Heiligengrabe
- Oskar von Alvensleben (1831–1903), deutscher Landschaftsmaler
- Otto von Alvensleben (1877–1945), Kapitän zur See, Reichskommissar
- Philipp Karl Graf von Alvensleben (1745–1802), preußischer Staats- und Kabinettsminister
- Reimar von Alvensleben (1940–2023), Agrarökonom
- Rudolf Anton von Alvensleben (1688–1737), Hannoverscher Minister
- Udo III. von Alvensleben (1823–1910), deutscher Rittergutsbesitzer
- Udo von Alvensleben (Manager), deutscher Eisenbahnmanager
- Udo von Alvensleben (Politiker) (1895–1970), deutscher Politiker (DNVP, NSDAP)
- Udo von Alvensleben (Kunsthistoriker) (1897–1962), deutscher Kunsthistoriker
- Udo Gebhard Ferdinand von Alvensleben (1814–1879), deutscher Politiker
- Sophia von Alvensleben (1516–1590), Äbtissin des Klosters Althaldensleben
- Valentin von Alvensleben (1529–1594), Burgherr auf Gardelegen und Erxleben
- Werner II. von Alvensleben (vor 1429–1472/1477), Burgherr auf Gardelegen und Hofbeamter
- Werner VIII. von Alvensleben (1802–1877), deutscher Generalleutnant
- Werner von Alvensleben (Schlosshauptmann) (Werner von Alvensleben-Neugattersleben; 1840–1929), deutscher Gutsbesitzer, Kammerherr und Schlosshauptmann
- Werner von Alvensleben (Politiker, 1858) (Werner Hermann Ludwig von Alvensleben; 1858–1928), deutscher Verwaltungsjurist und Politiker
- Werner von Alvensleben (Politiker, 1875) (1875–1947), deutscher Kaufmann und Politiker
- Wichard von Alvensleben (Politiker) († 1909), deutscher Gutsbesitzer und Politiker
- Wichard von Alvensleben (Offizier) (1902–1982), deutscher Land- und Forstwirt und Offizier
- Wichard von Alvensleben (Go-Spieler) (1937–2016), deutscher Jurist und Go-Spieler

## Historische Besitze
Auf der bischöflich halberstädtischen Burg Alvensleben saßen die ersten Namensträger als Burgvögte, später – seit etwa 1300 – als Burgmänner (Castellani)
Schloss Erxleben (um 1270 bis 1945 im Besitz der Familie) und Burg Kalbe (1324–1945) sind die ältesten Stammsitze der Familie. Erxleben wurde bereits vor 1300 bei der Linienteilung aufgeteilt. Doch wurde das Band der Blutsverwandtschaft zwischen den anfänglich drei, später zwei Linien durch Querheiraten über Jahrhunderte stets neu geknüpft. Die häufig umkämpfte Burg Erxleben blieb eine brandenburgische Enklave und ein strategischer Vorposten am Schnittpunkt wichtiger Heerstraßen inmitten des Erzstifts Magdeburg, nahe den Grenzen des Bistums Halberstadt und des Fürstentums Braunschweig-Wolfenbüttel.
Die Familie erwarb sodann Vienau (1324–1816), Burg Rogätz (1369–1850), Uhrsleben (ab 1372), Burg Gardelegen (1378–1857), Schloss Randau (1391–1850), Burg Calvörde (1404–1528), Letzlingen (1404–1555), Gut Zichtau (1420–1847), Berge (1420–1813), Groß Engersen (1420–1812), Schenkenhorst (1420–1812), Schloss Hundisburg (1452–1811), wo Johann Friedrich II. von Alvensleben ab 1693 das große Barockschloss errichten ließ, Eichenbarleben (1453–1858), Weteritz (1472–1857), Gut Woltersdorf (vor 1500, 1713–1881). 1573 erwarben die Alvensleben aus Hundisburg Burg und Herrschaft Neugattersleben und bauten 1657–1665 das Schloss neu auf (das Gut blieb bis zur Enteignung 1945 im Familienbesitz).
Redekin wurde 1780 von den Weißen Alvensleben aus Erxleben I erworben, die es 1787 an die Schwarze Linie abgaben (bis 1945). 1783 kam Schloss Schochwitz in die Familie, alle seine Besitzer bis 1912 wurden preußische Generäle. 1832–1863 war Gohlis, ab 1835 Wittenmoor in der Familie, ab 1859 Rodehlen im Kreis Rastenburg im heute polnischen Teil von Ostpreußen, ab 1860 Schloss Schollene, ab 1869 der Oberhof Ballenstedt (nach 1990 restituiert), ab 1873 Ostrometzko und Glauchau im westpreußischen Kreis Kulm, ab 1879 Schloss Rusteberg (das zum Sitz der 1914 erloschenen Hundisburger Linie wurde, nachdem Letzteres 1811 verkauft worden war), ab 1884 Sülldorf (nach 1990 teilweise zurückgekauft) und ab 1894 Falkenberg im Odervorland (seit 1991 teilweise zurückerworben) sowie ab 1933 Tankow (Neumark).

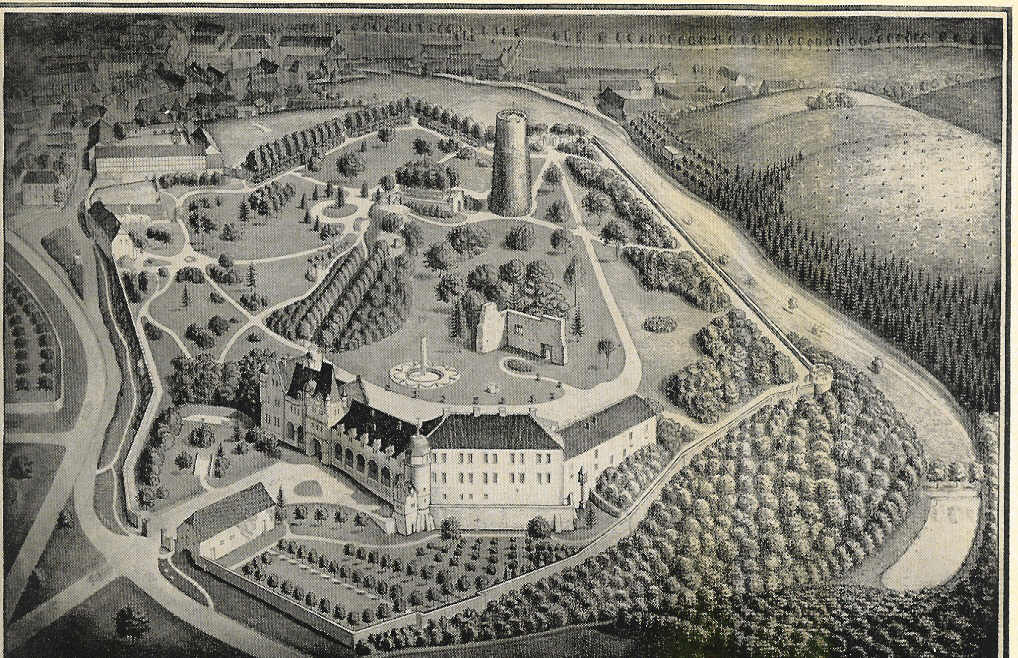
Burgen zu Alvensleben, vorn die Veltheimsburg, im Hintergrund Bergfried der Bischofsburg (Anco Wigboldus 1937)
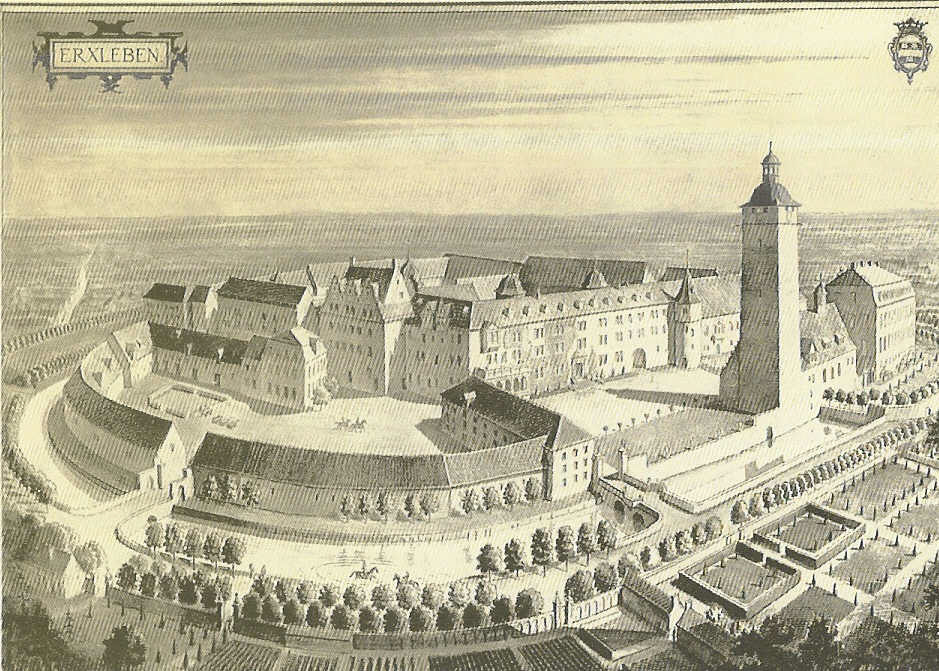
Gesamtanlage Schloss Erxleben (Zeichnung von Anco Wigboldus)
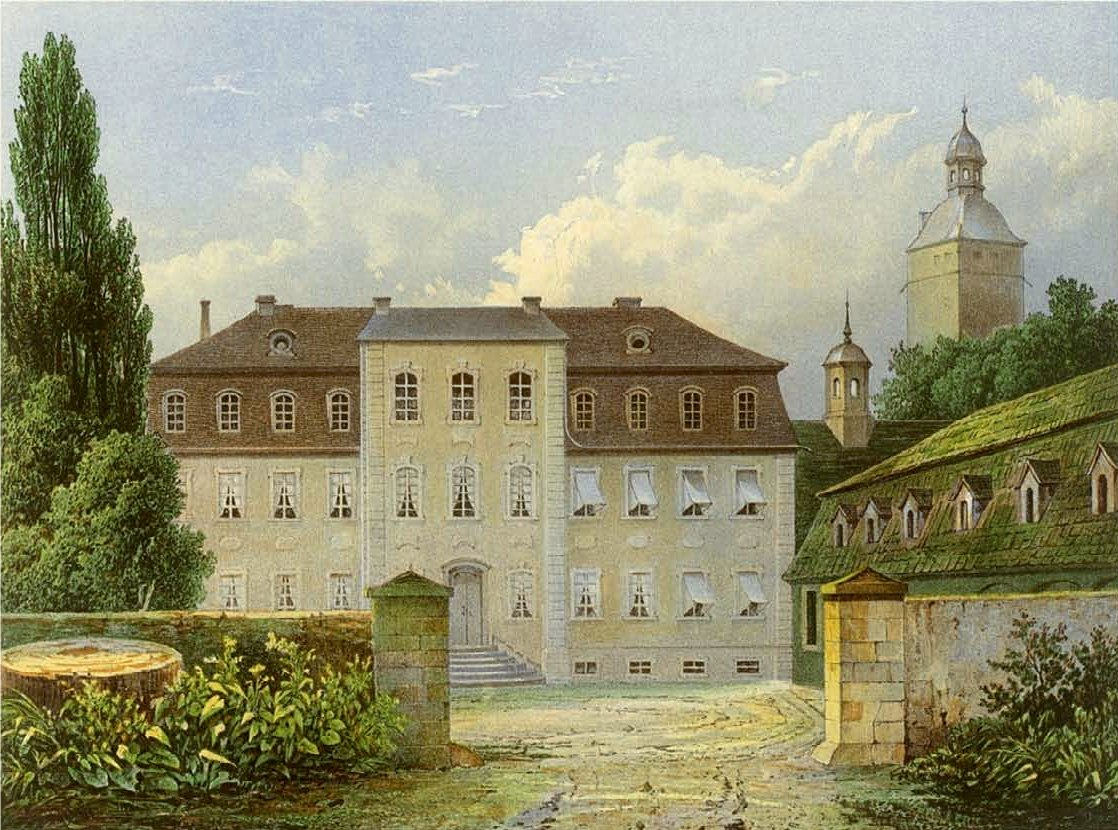
Schloss Erxleben I (um 1865)
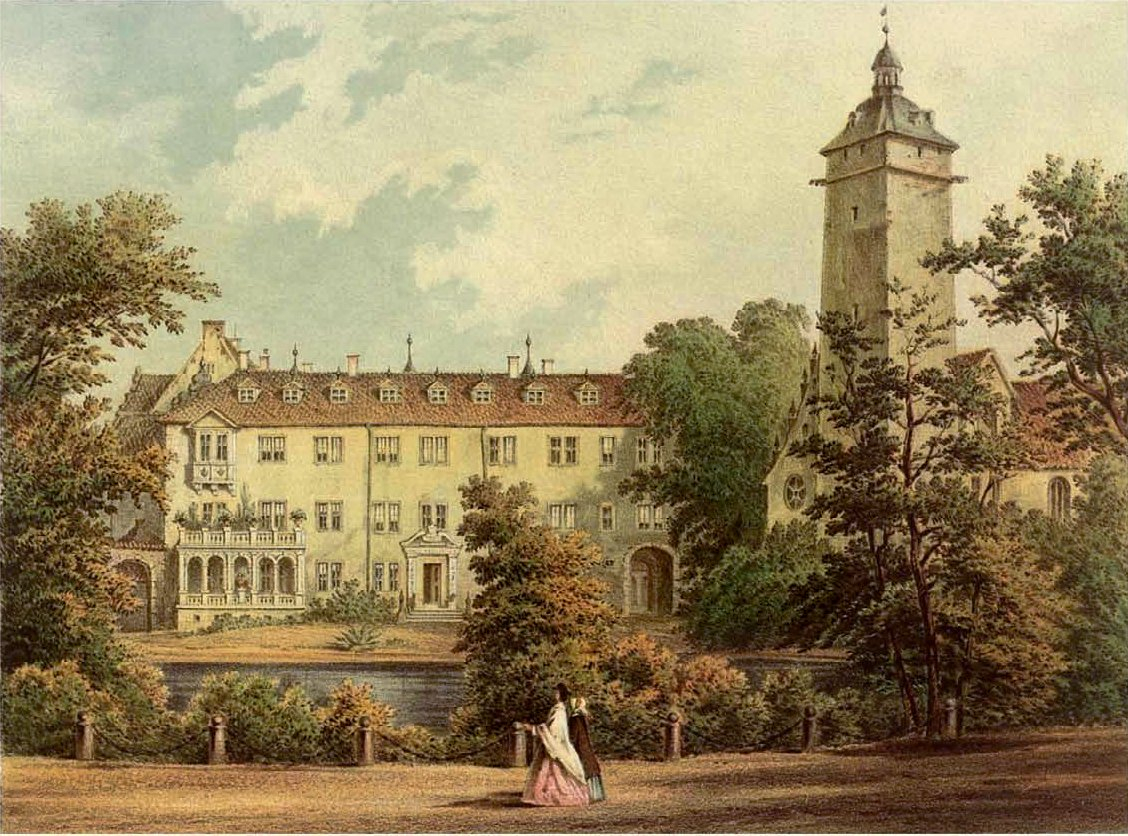
Schloss Erxleben II mit Hausmannsturm um 1865
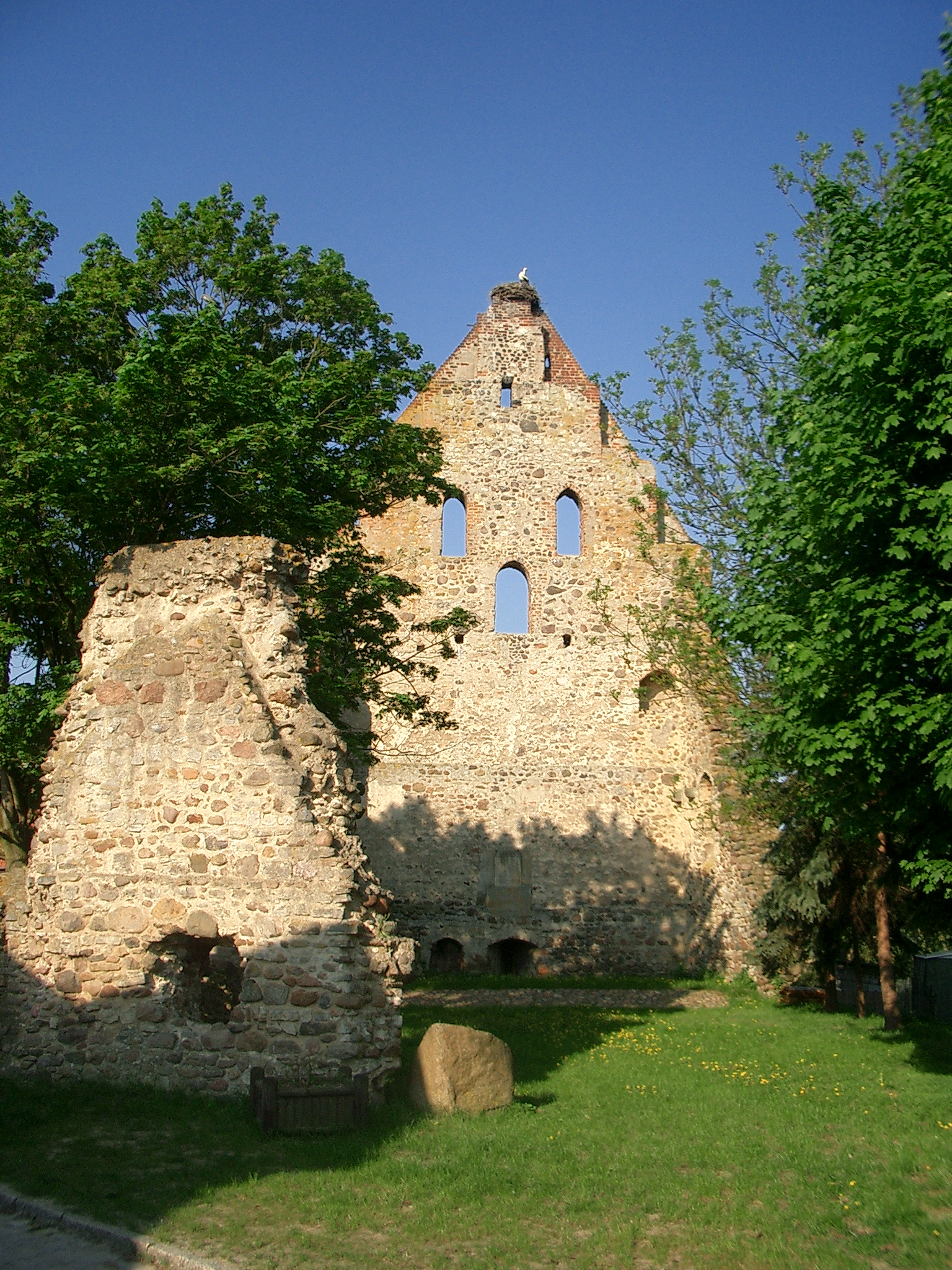
Ruine der Burg Kalbe
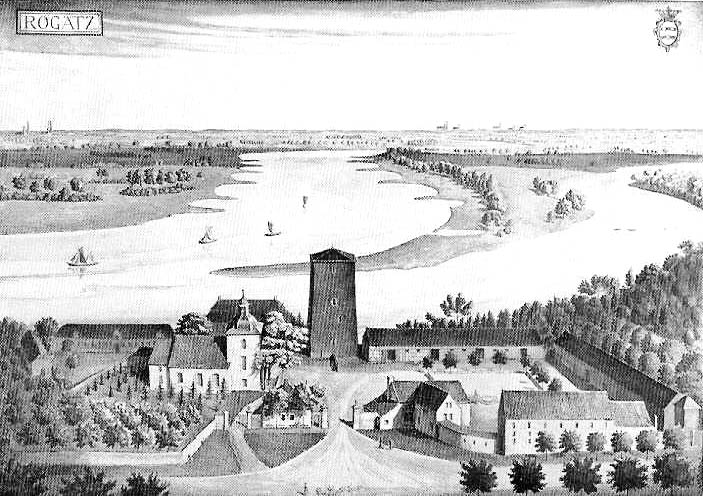
Burg Rogätz um 1895
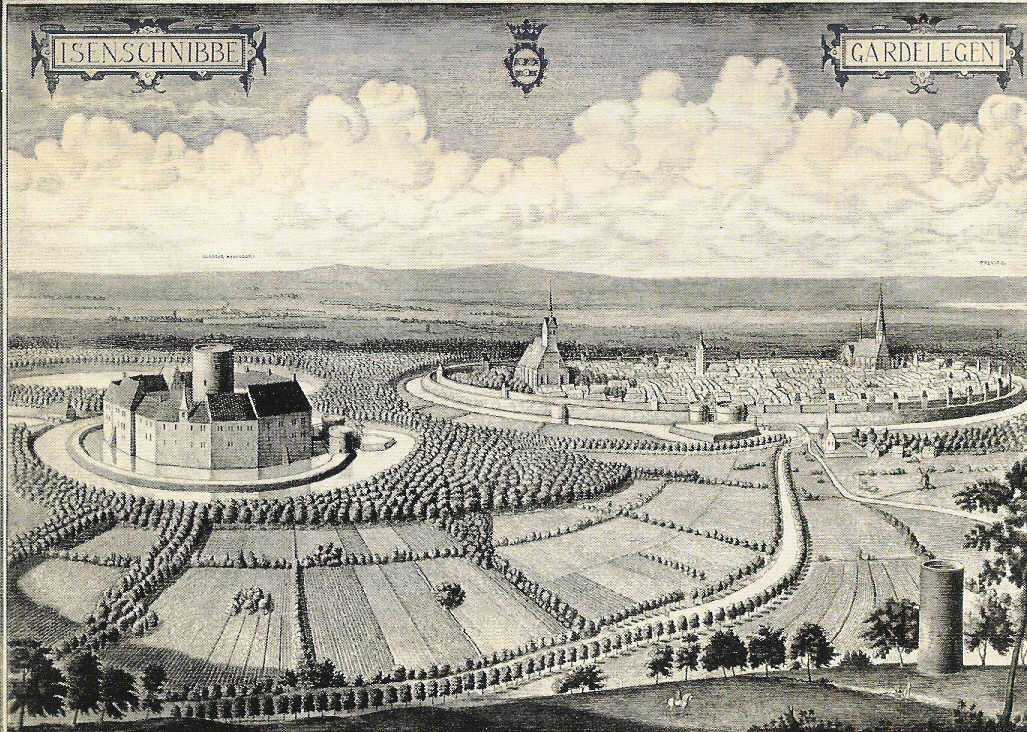
Burg Isenschnibbe und Stadt Gardelegen um 1600
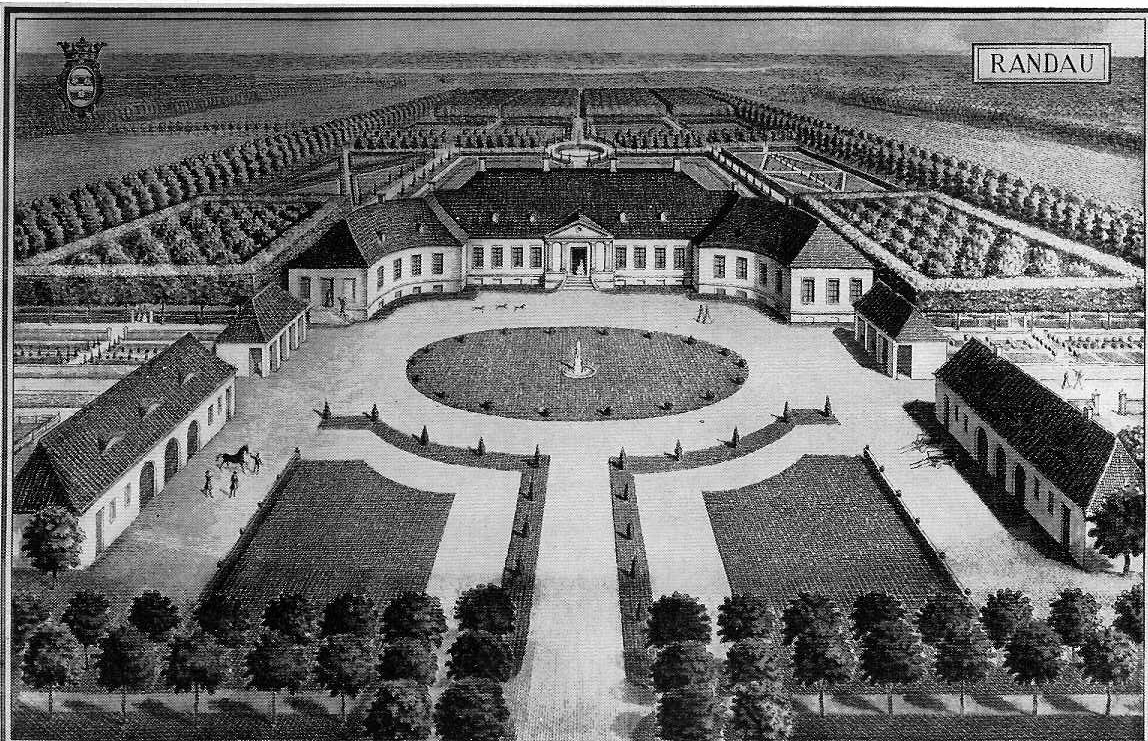
Schloss Randau um 1790
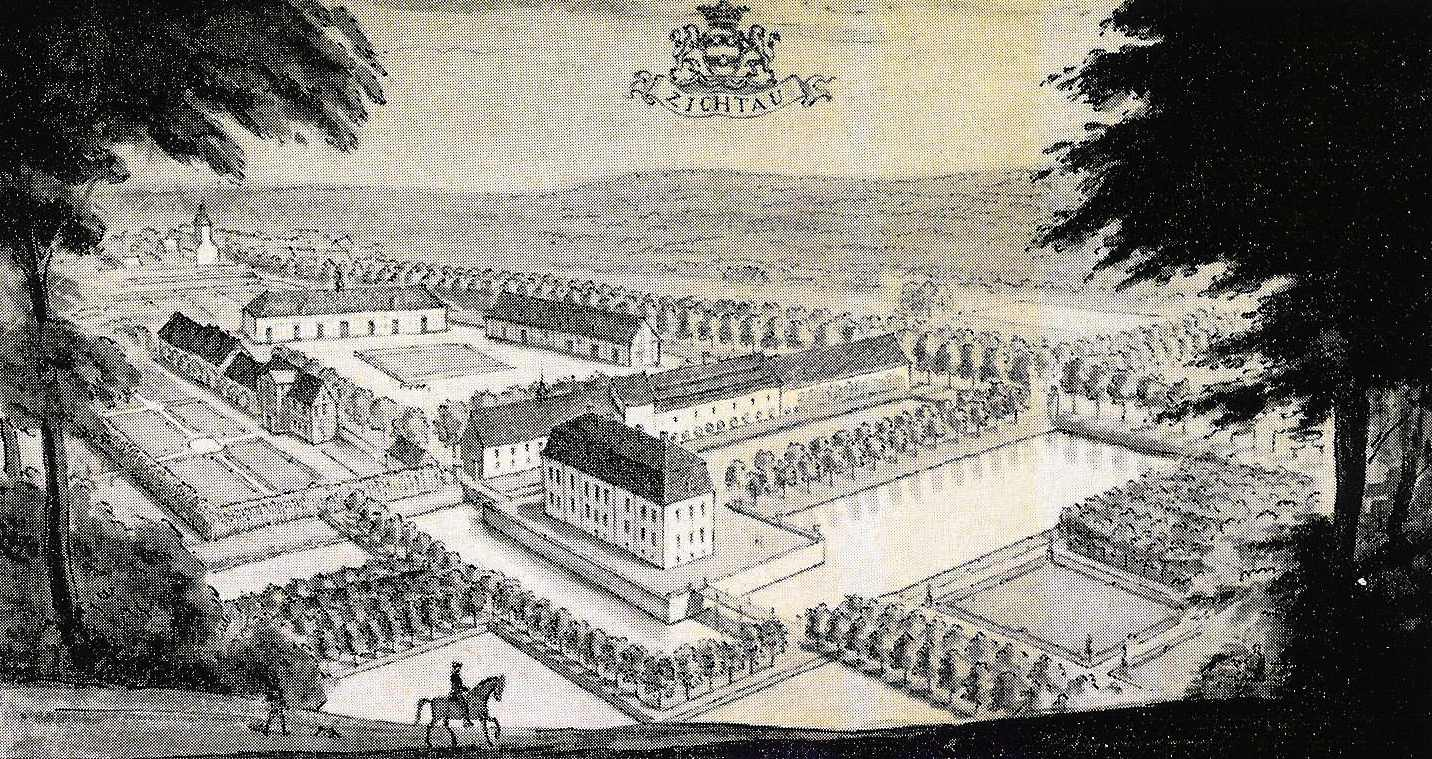
Gut Zichtau um 1750
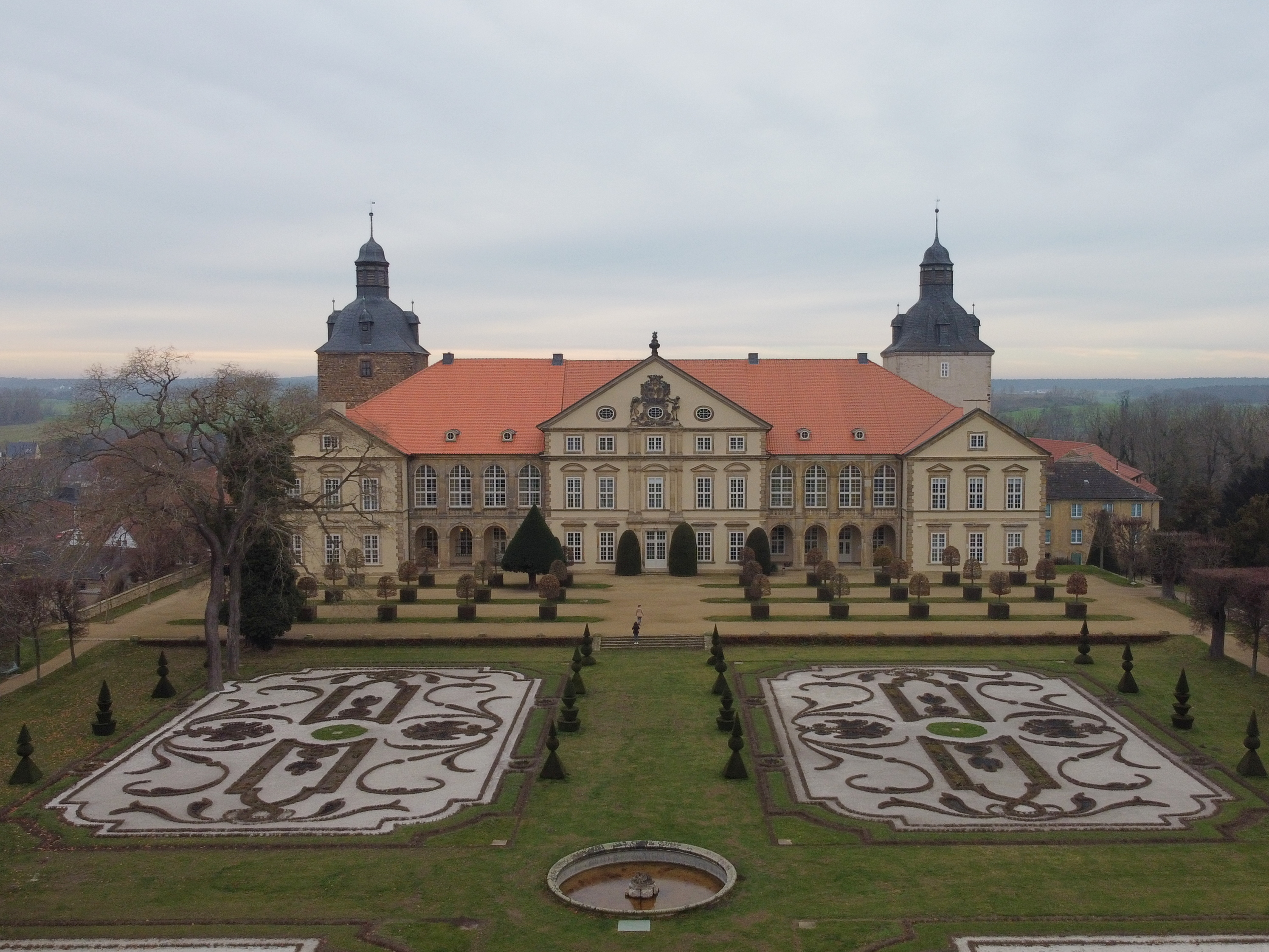
Schloss Hundisburg
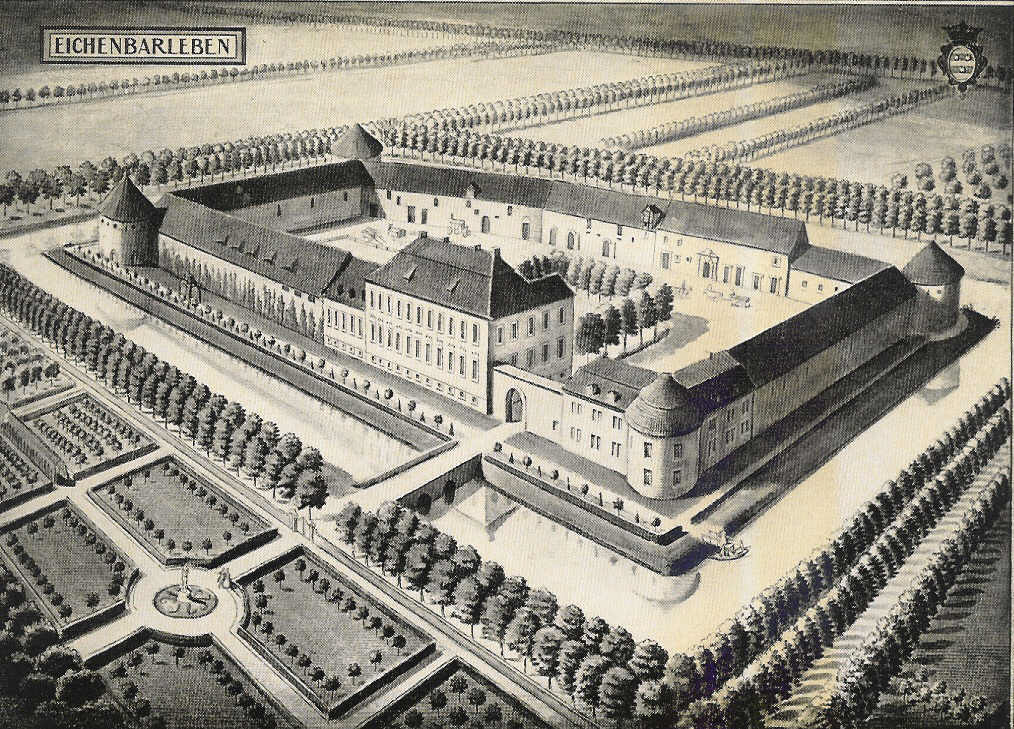
Eichenbarleben um 1750
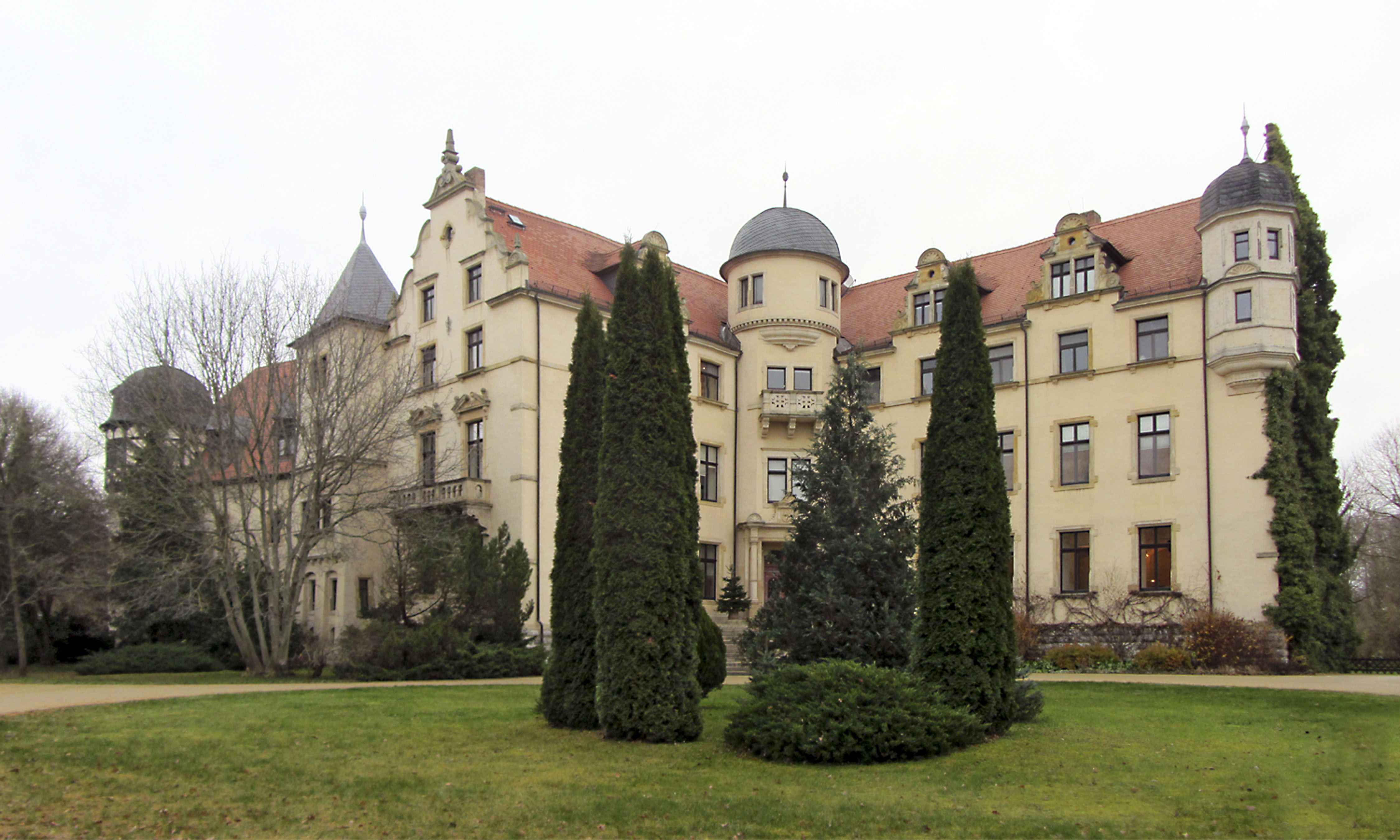
Schloss Neugattersleben
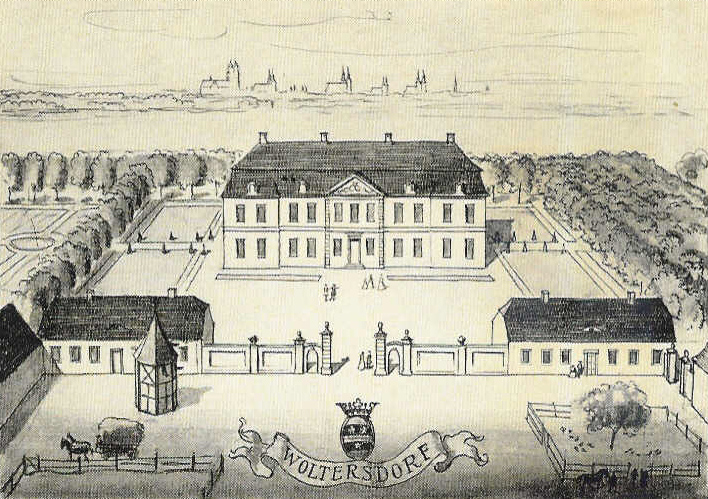
Gut Woltersdorf um 1750
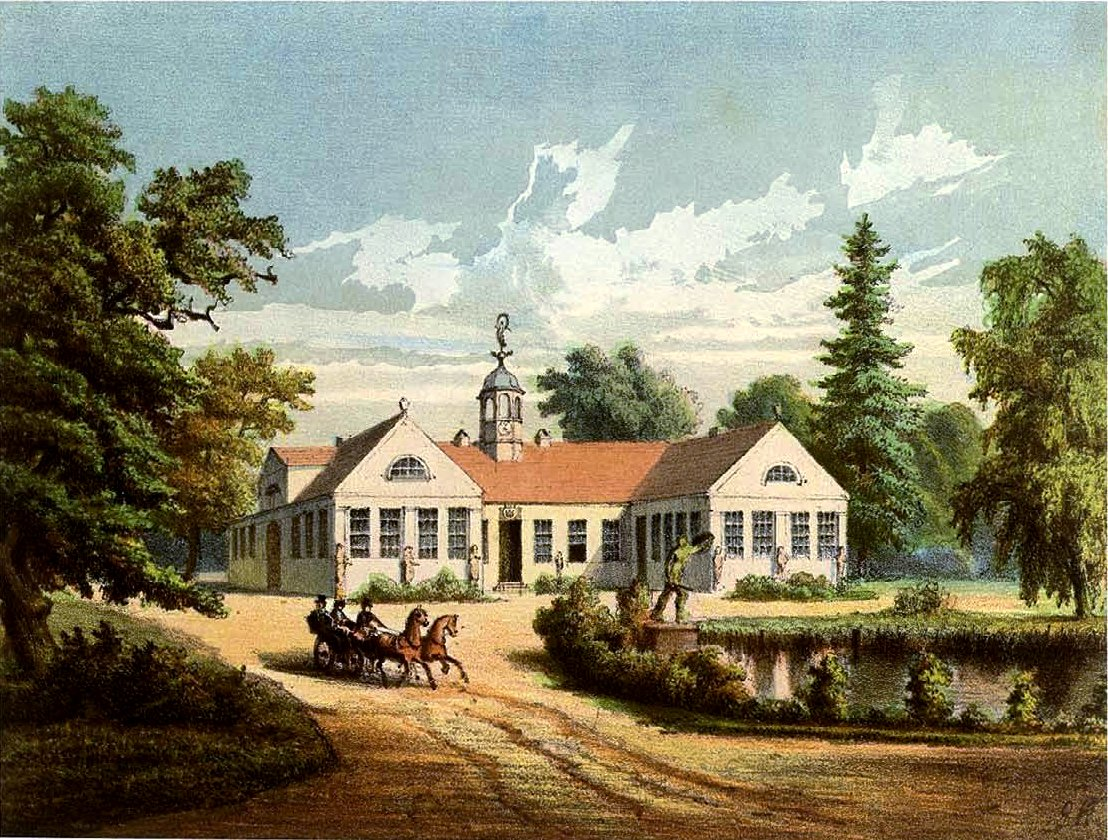
Schloss Redekin
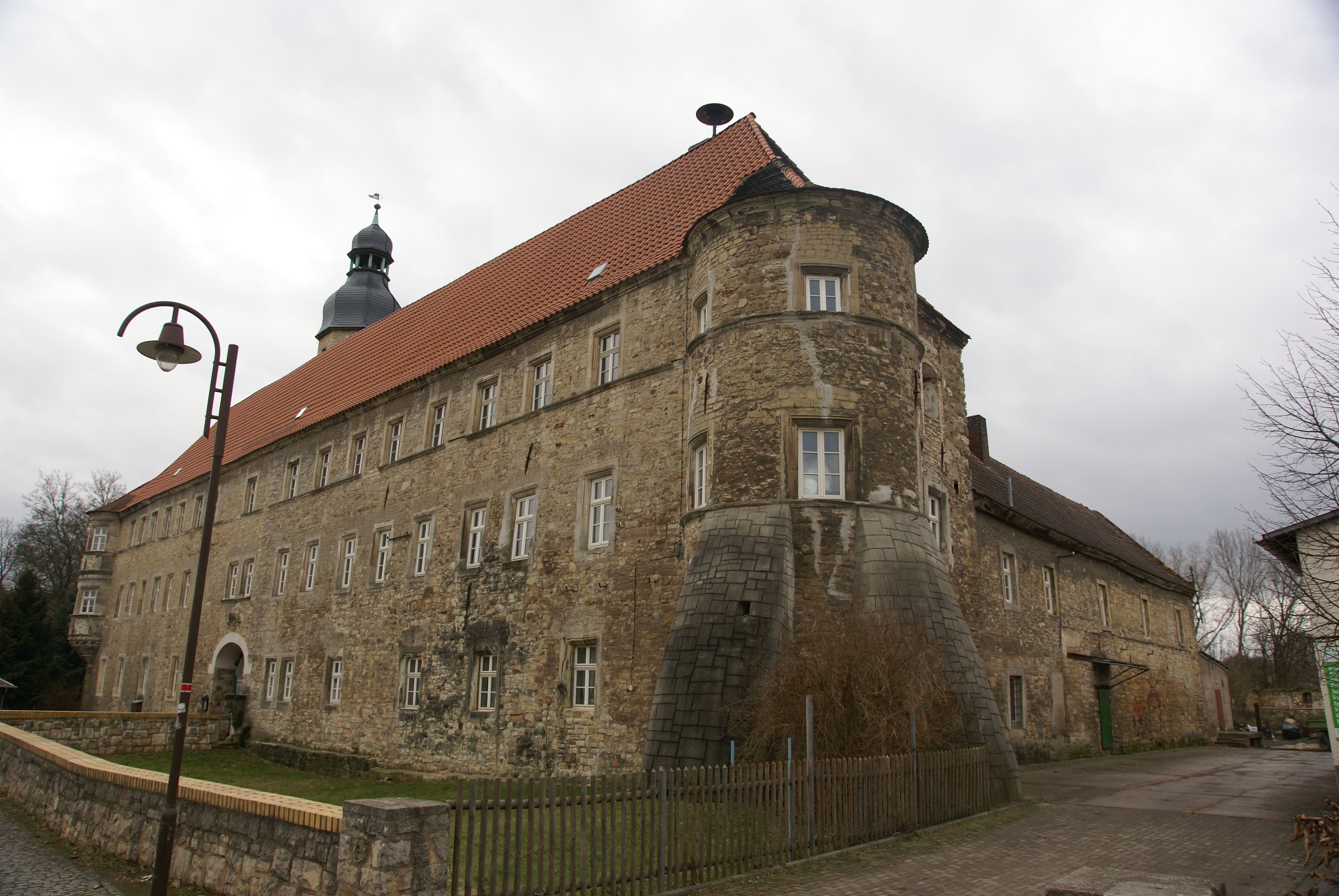
Schloss Schochwitz
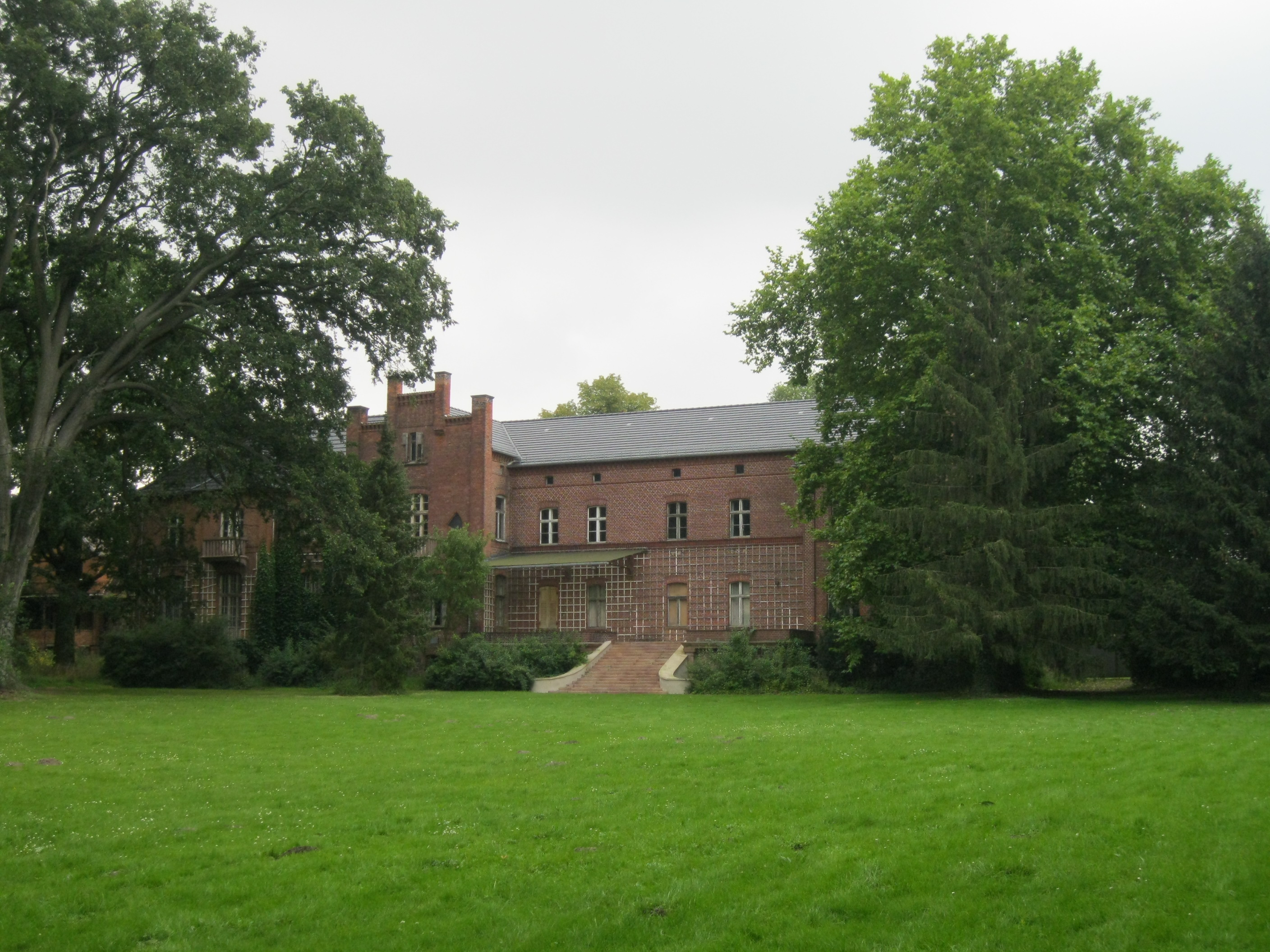
Gutshaus Wittenmoor
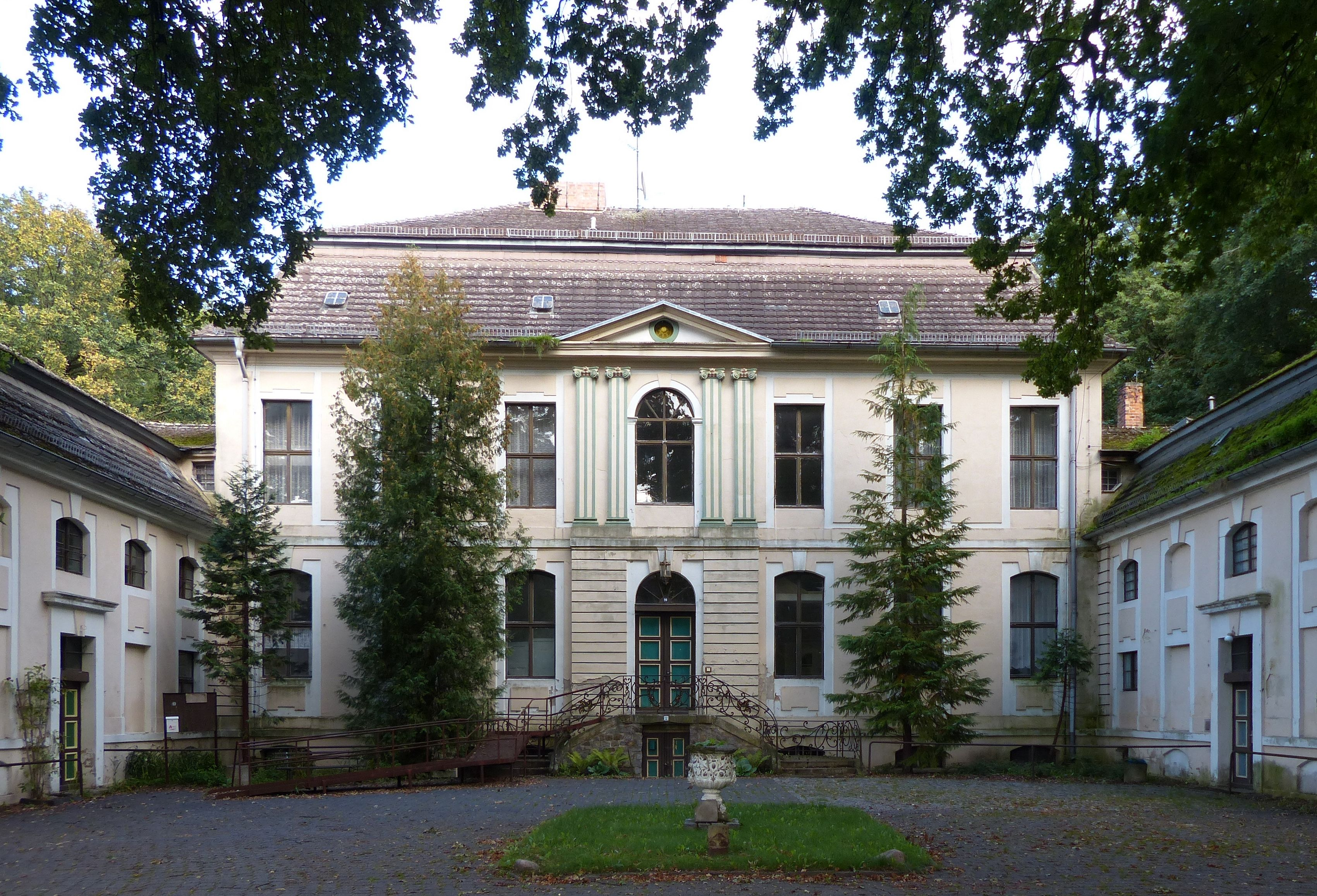
Schloss Schollene
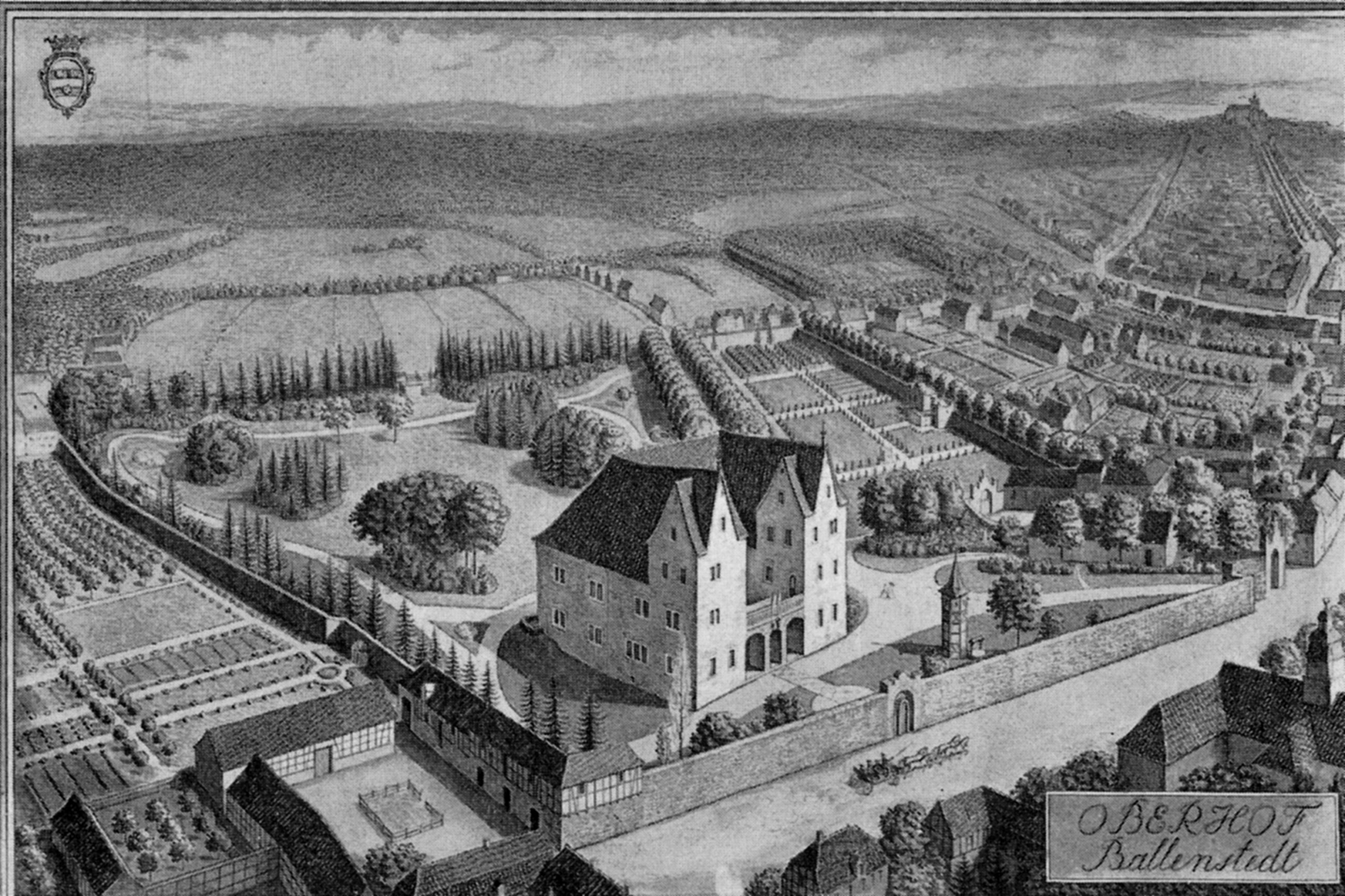
Oberhof Ballenstedt 1937
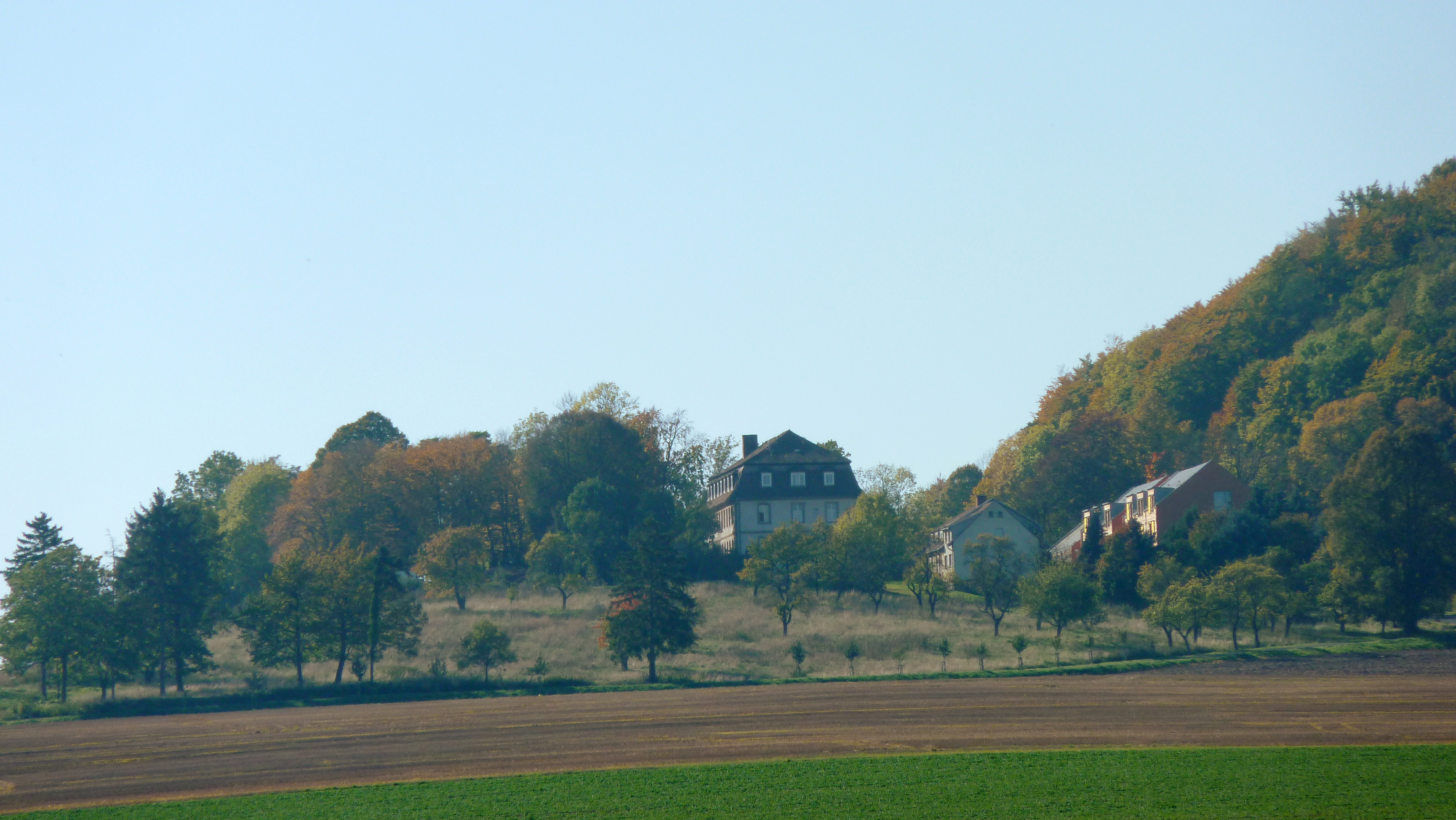
Schloss Rusteberg
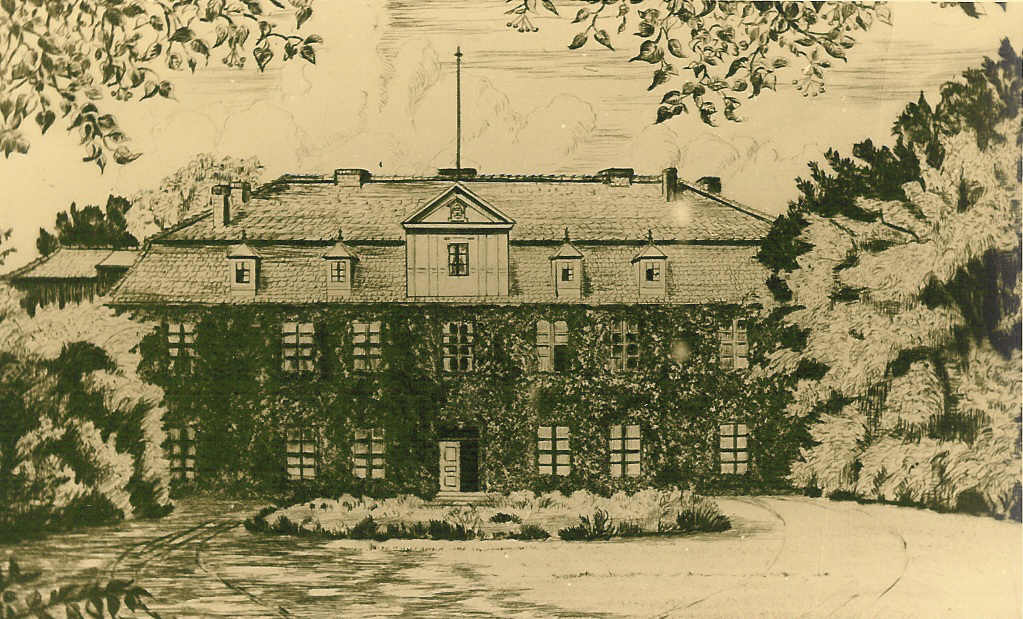
Gutshaus Falkenberg
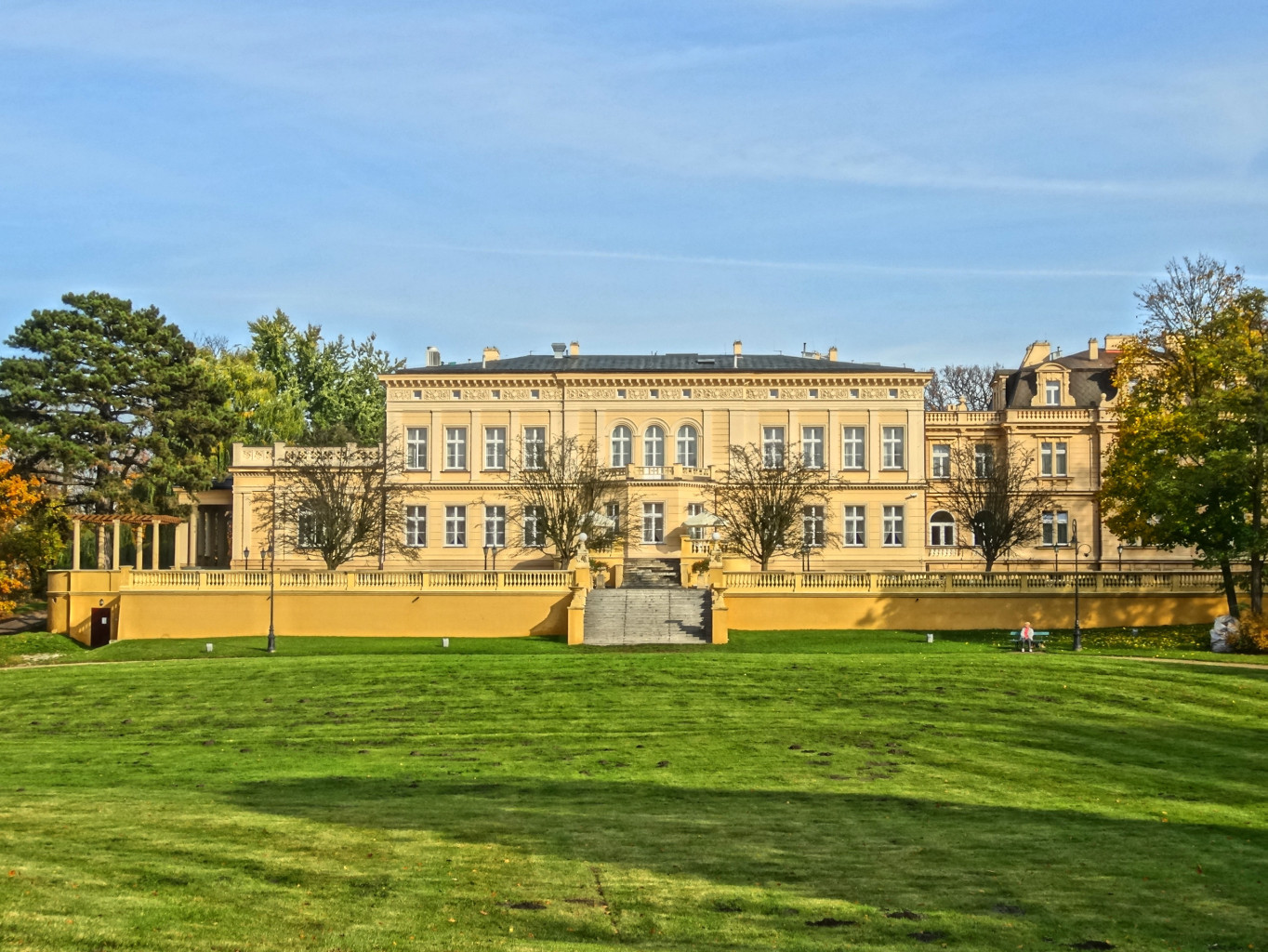
Das Neue Schloß in Ostrometzko
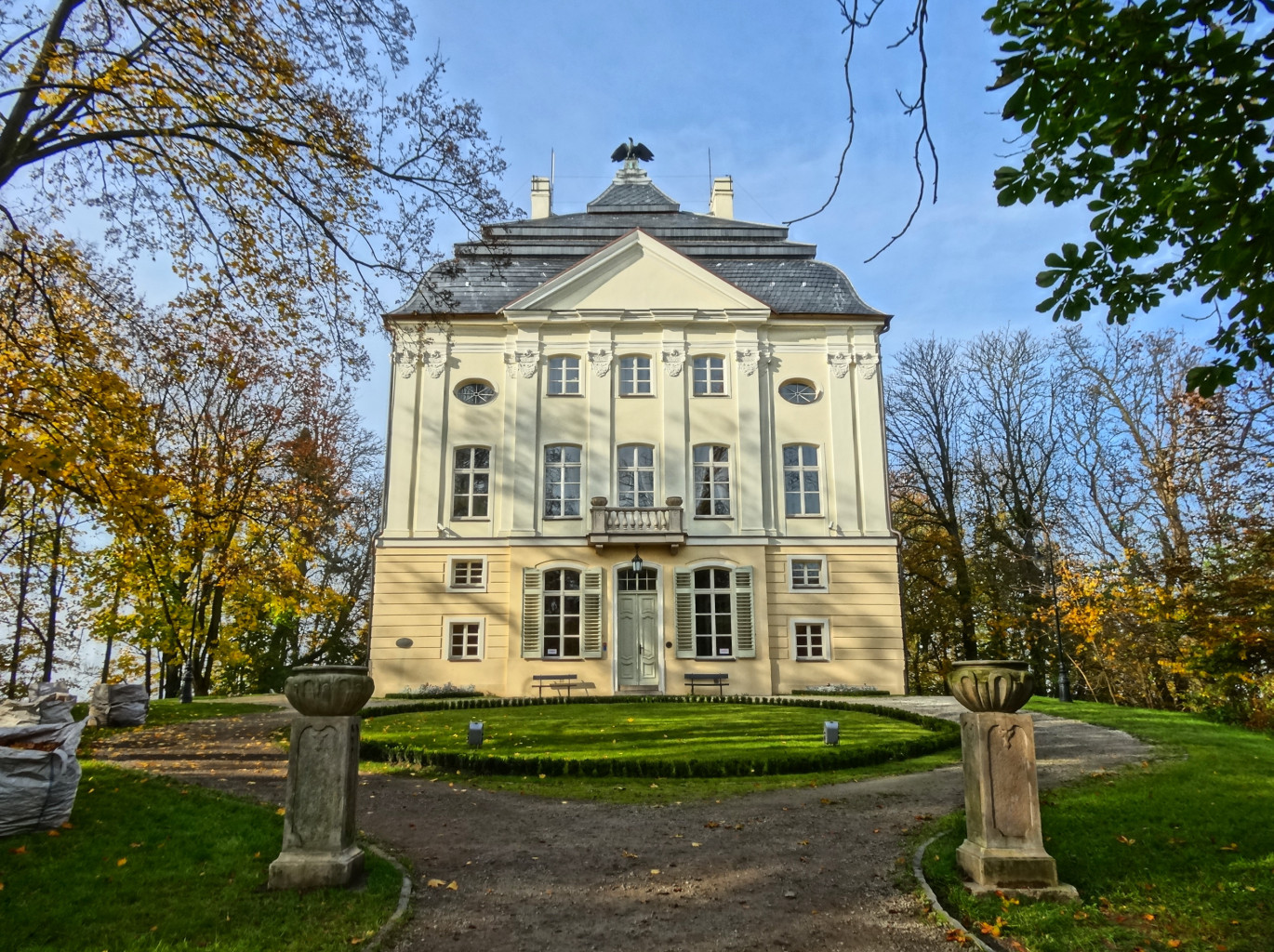
Das Alte Schloß in Ostrometzko

## Briefadelige Linien
Es gab zum Ende des 19. Jahrhunderts vier briefadelige Zweige der Familie von Alvensleben, aus den Jahren 1787, 1798 und 1801. Zumeist erfolgte die Adelslegitimation in Preußen, teils auch unter Beilegung des jeweils väterlichen Namens und Wappens. Das jeweilige Fortbestehen verband sich mit wenigen Personen. Der genealogische Zweig 1787 bestand Mitte der 1950er Jahre nicht mehr.

## Weitere Literatur
- Wirtschafts-Akten aus dem Hausbuche der Familie von Alvensleben in Gardelegen, aus den Jahren 1661 bis 1673, Hrsg. A. Boeckler, Druck Julius Könecke, Gardelegen 1913. (Digitalisat)